# Compañía Chilena de Comunicaciones
La Compañía Chilena de Comunicaciones es uno de los conglomerados radiales más antiguos de Chile, fundado por la Sociedad de Rentas Cooperativa Vitalicia el 8 de agosto de 1939.
De acuerdo a la ARCHI, a inicios de la década de 2010 la CCC era uno de los 3 principales conglomerados radiales del país, controlando un 55 % de las estaciones a nivel nacional.

## Historia
Durante la década de 1970, su entonces controlador – un grupo económico ligado al empresario Javier Vial - decide vender la compañía a un grupo de aproximadamente 500 militantes democratacristianos, para lo cual se formó una comisión administradora encabezada por Carlos Figueroa Serrano. 
Durante la dictadura militar, los militantes vendieron sus acciones a Eduardo Frei Ruiz-Tagle, Carlos Figueroa, Genaro Arriagada y Edmundo Pérez Yoma.

## Directorio
- José Luis Moure Oportot (Presidente del Directorio)
- Luis Ajenjo Isasi (Gerente General de Radio Cooperativa y expresidente del directorio)[4]
- Oscar Pastén Ramírez (Director de Cooperativa, Prensa, Programas y Medios Digitales)[5]

## Emisoras

### Radio

#### Actualidad
- Radio Cooperativa
- Radio La Nuestra (Online)
- Radio Cooperativa Ciencia (Online)
- Radio Dulce Patria (Online)

#### Vendidas
En junio de 1998, la Compañía Chilena de Comunicaciones vendió a Ibero Americana Radio Chile, por aproximadamente US$25 millones de dólares de la época:
- Radio Rock & Pop, fundada el 1 de diciembre de 1992.
- Radio Corazón, fundada el 6 de febrero de 1997.

En agosto de 2016, vende a Medios Regionales (perteneciente a El Mercurio S.A.P.), por aproximadamente US$6 millones de dólares:
- Radio Universo, adquirida en enero de 2006.[10]

### Televisión
La Compañía Chilena de Comunicaciones fue controladora del Canal 2 Rock & Pop Televisión entre agosto de 1995 y diciembre de 1999.
Debido a una fallida transacción de venta por parte de la compañía a Iberoamerican Media Partners – en ese entonces controlada por Claxson, perteneciente a la Organización Cisneros, también propietaria de Chilevisión - una compleja situación económica derivó en traspasos societarios para mantener al aire a Canal 2, el que finalizaría transmisiones intempestivamente arrastrando millonarias deudas operacionales.
En diciembre de 1999, la CCC delegó la operación del canal y enajenó sus estudios a Edu Comunicaciones -actual Televisión Interactiva, matriz de Vía X, Zona Latina y ARTV- y vendió horas de aire al ministerio evanglélico VidaVisión hasta julio de 2005, cuando la compañía vendió la concesión de la señal a la sociedad Alfa Tres S.A. -propiedad de Albavisión, controladora de La Red-  para dar origen a Telecanal en diciembre de ese año
En julio de 2017, la compañía anunció que deseaba retornar al negocio de la televisión abierta por medio de la Televisión Digital Terrestre, creando una sociedad con $100 millones de capital.

### Editorial
Entre abril de 1994 y diciembre de 1998, la compañía editó la Revista Rock & Pop. 

### Internet
- Cooperativa.cl: desde 2000, portal de noticias.
- AlAireLibre.cl: desde 2018 hasta marzo de 2024,[17] portal de deportes.
- m360.cl: desde noviembre de 2016, portal de moda, tendencias y belleza.[18]
- SuperGeek.cl: desde enero de 2020, portal de tecnología.
- CooperativaPodcast.cl: desde 2019, portal de pódcasts.